# إعصار جوليا (2022)
إعصار جوليا هو إعصار استوائي مدمر تسبب في آثار كبيرة في أمريكا الوسطى كإعصار من الفئة 1، يعد العاصفة رقم عشرة والإعصار الخامس لموسم الأعاصير الأطلسية 2022، نشأ إعصار جوليا من موجة استوائية في شمال المحيط الأطلسي المداري وتحول إلى عاصفة في 7 أكتوبر، استغرق الأمر مسارًا جنوبيًا عبر منطقة البحر الكاريبي ومرت قبالة ساحل فنزويلا في الوقت الذي أصبح فيه إعصارًا استوائيًا.
تعد هذه العاصفة هي الأولى المسجلة في المنطقة منذ العاصفة الاستوائية بريت عام 1993 والتي أتخذت مسارها جنوباً فوق أمريكا الجنوبية، في 8 أكتوبر أصبح إعصارًا وشرع في الوصول إلى اليابسة في نيكاراغوا، ظهرت في المحيط الهادئ كعاصفة استوائية في 10 أكتوبر لتصبح العاصفة الاستوائية الثامنة عشرة لموسم أعاصير المحيط الهادئ لعام 2022، والعاصفة الثانية في الموسم التي تنجو من العبور بين حوض المحيط الأطلسي والمحيط الهادئ بعد عاصفة بوني في يوليو من نفس العام، ثم تحركت العاصفة لفترة وجيزة على طول ساحل السلفادور قبل أن تتحرك إلى الداخل وتتدهور إلى قاع منخفض فوق غواتيمالا في 10 أكتوبر. تسبَّب إعصار جوليا في هطول أمطار غزيرة تحوّلت لفيضانات مفاجئة مهددة للحياة وانهيارات طينية مميتة في شمال فنزويلا وجزء كبير من أمريكا الوسطى.

## تاريخ الأرصاد الجوية
في أكتوبر بدأ المركز الوطني للأعاصير (NHC) في مراقبة موجة استوائية فوق المحيط الأطلسي الأوسط المداري، تشكلت منطقة واسعة من الضغط المنخفض في 4 أكتوبر مع اقترابها من جزر ويندوارد الجنوبية، نظرًا للتهديد الذي يمثله نظام التطوير على مناطق الأرض في جنوب البحر الكاريبي بدأ المركز الوطني للأعاصير في تقديم تحذيرات بشأنه باعتباره «إعصارًا استوائيًا محتملًا» في 6 أكتوبر.
في وقت لاحق من ذلك اليوم وبعد أن أشارت صور الأقمار الصناعية وبيانات الرادار إلى أن الاضطراب قد حقق دورانًا كافيًا وحملًا حراريًا منظمًا، أظهرت بيانات مسح الأعاصير وجود 25–30 عقدة (29–35 ميل/س؛ 46–56 كم/س) رياح شمال المركز، تم تصنيفها على أنها منخفَض استوائي. نشأ انفجار قوي للحمل الحراري العميق بالقرب من مركز المنخفض المنخفض أثناء تحركه عبر شبه جزيرة غواخيرا في الصباح الباكر من شهر أكتوبر 7، وبعد ذلك بوقت قصير قويت في العاصفة الاستوائية جوليا. بعد ذلك تم تجريد الاندفاع الصباحي للحمل الحراري العميق بعيدًا عن طريق القص الشمالي الغربي، وانكشف مركز العاصفة المنخفض المستوى لعدة ساعات تالية.
كانت هناك زيادة في الحمل الحراري المستمر والعميق فوق المركز، وبدأ النظام في اكتساب القوة. أصبحت جوليا إعصارًا في الساعة 23:00 في أكتوبر 8 (التوقيت العالمي المنسّق)، وبلغت ذروتها في الساعة 02:00 التوقيت العالمي المنسق في 9 أكتوبر مع أقصى رياح مستدامة تبلغ 75 عقدة (86 ميل/س؛ 139 كم/س) وضغط مركزي لا يقل عن 982 مـم.بار (29.0 inHg). في الساعة 07:15 بالتوقيت العالمي، وصلت العاصفة إلى اليابسة بالقرب من بيرل لاجون، نيكاراغوا، بنفس الشدة، ثم ضعف النظام تدريجيًا إلى عاصفة استوائية أثناء تحركه غربًا عبر نيكاراغوا، مع الحفاظ على دوران محدد جيدًا واستمرار الحمل الحراري العميق بالقرب من المركز. في وقت متأخر من شهر أكتوبر 9، غادرت جوليا حوض المحيط الأطلسي وتم تصنيفها على أنها عاصفة استوائية في شرق المحيط الهادئ. بعد ثلاث ساعات، ظهر مركزها في الخارج في المحيط الهادئ، حيث استمر في الضعف. حافظت على نطاق من الحمل الحراري العميق على الأجزاء الجنوبية والشرقية من تداولها. عبرت وسط العاصفة على الساعة 12:00 من يوم العاشر من أكتوبر (التوقيت العالَمي) ساحل السلفادور الذي يقعُ على بُعد حوالي 35 ميل (56 كـم) غرب سان سلفادور، ثم ضعفت إلى منخفض استوائي. في وقت لاحق من نفس اليوم، تدهورت جوليا إلى بقايا منخفضة امتدت من ساحل غواتيمالا إلى أقصى جنوب شرق المكسيك.

## التأثير والخسائر
| الدولة          | حالات الوفاة | التلف (دولار أمريكي) |
| --------------- | ------------ | -------------------- |
| ترينداد وتوباغو | 1            | غير معروف            |
| فنزويلا         | 43           | غير معروف            |
| كولومبيا        | 0            | غير معروف            |
| نيكاراغوا       | 3            | غير معروف            |
| بنما            | 2            | غير معروف            |
| هندوراس         | 4            | غير معروف            |
| السلفادور       | 10           | غير معروف            |
| غواتيمالا       | 14           | غير معروف            |
| المجموع: 0      | 77           | مجهول                |

### ترينداد وتوباغو
في 5 أكتوبر، تسبب الاضطراب في حدوث عواصف رعدية غزيرة في العديد من جزر ويندوارد بأمريكا الجنوبية وساحل البحر الكاريبي. سقط أكثر من 2 بوصة (51 ملم) من الأمطار في ترينيداد وتوباغو في أقل من نصف ساعة، مما تسبب في فيضانات مفاجئة كبيرة. وأسفر هذا الفيضان عن وفاة شخص بعد جرف امرأة أثناء محاولتها عبور نهر وغرقها.

### فنزويلا
تسببت الأمطار الغزيرة الناجمة عن العاصفة في حدوث فيضانات وانهيارات أرضية واسعة النطاق. في لاس تيخيرياس، في شمال وسط فنزويلا، مات ما لا يقل عن 43 شخصًا وفقد 50 عندما غمر الطين والحطام المدينة. تم نشر 3000 شخص للبحث عن ناجين.

### كولومبيا
مر مركز جوليا جنوب جزيرة سان أندريس مباشرة حيث كان يصل إلى قوة الإعصار شرق نيكاراغوا. دمرت جوليا ما لا يقل عن 174 منزلاً، وتضرر 5247 منزلًا ومركزًا صحيًا. ولم ترد تقارير عن سقوط قتلى.

### أمريكا الوسطى
أنتجت جوليا فيضانات وانهيارات أرضية تسببت في أضرار واسعة النطاق وقتلت ما لا يقل عن 30 شخصًا عبر أمريكا الوسطى: ثلاثة عشر شخصًا في غواتيمالا، وخمسة في هندوراس وواحد في نيكاراغوا، واثنان في بنما. أربعة أشخاص في عداد المفقودين في غواتيمالا.

#### هندوراس

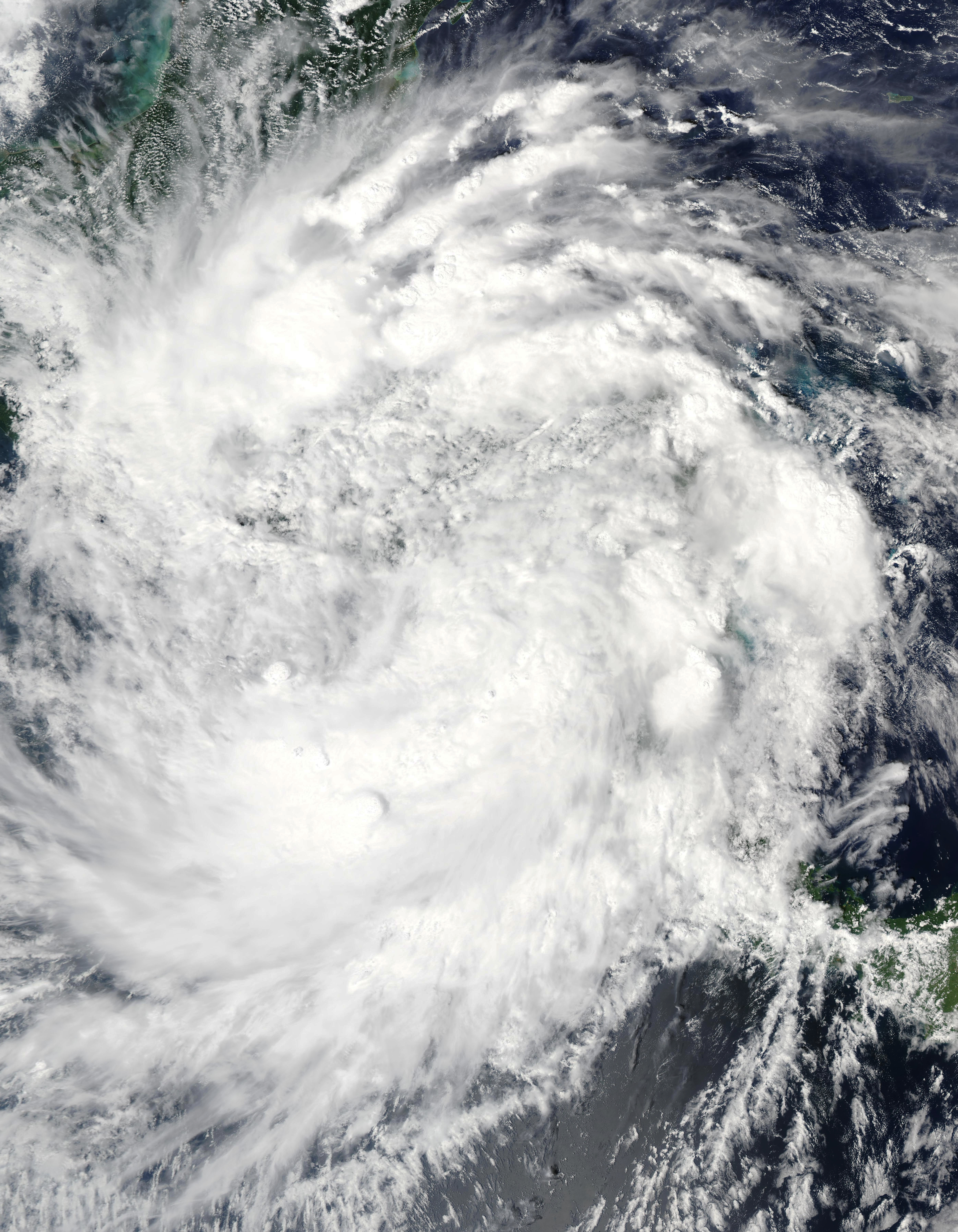
العاصفة الاستوائية جوليا فوق نيكاراغوا في 9 أكتوبر.

افتتحت حكومة هندوراس أكثر من 1137 مأوى في جميع أنحاء البلاد، استخدمها 9200 شخص بحلول أكتوبر 10. تم إصدار إنذار أحمر، وهو أعلى مستوى تحذير، في 10 من مقاطعات هندوراس البالغ عددها 18 مقاطعة. غمرت المياه العديد من المنازل على طول نهر تشامليكون، الذي استمر في الارتفاع اعتبارًا من أكتوبر 10. أدت الأمطار الغزيرة إلى ارتفاع منسوب المياه في سد لا كونسيبسيون وسد خوسيه سيسيليو ديل فالي عن سعته القصوى. ارتفع نهر يوليا إلى 6.79 متر (22.3 قدم) بالقرب من سانتياغو، وتجاوز مرحلة الإنذار الأحمر للفيضانات. تم الشعور بأهم الآثار في إدارة يورو. في جميع أنحاء هندوراس، قتلت جوليا أربعة أشخاص وفقدت اثنين آخرين حتى أكتوبر/تشرين الأول 11. تأثر إجمالى 103.960 شخصا، من بينهم 3412 طلبوا الإجلاء. ودمر ما مجموعه 278 منزلا وأصيب 397 آخرين بدرجات متفاوتة من الأضرار.

#### غواتيمالا
تأثر إجمالي 457300 شخص في جميع أنحاء جواتيمالا، تطلب 1165 منهم الإجلاء. توفي ما لا يقل عن 14 شخصًا في جميع أنحاء غواتيمالا: تسعة في إدارة هيويتينانغو وخمسة في إدارة ألتا فيراباز.

#### نيكاراغوا
تركَ الإعصار مليون شخص على الأقل دون كهرباء وأَجبر 13000 أسرة على مغادرة منازلها.

#### بنما
توفي شخصان في بنما بالقرب من الحدود مع كوستاريكا، وتطلب حوالي 300 شخص الإجلاء.

#### السلفادور
في 8 أكتوبر، أعلنت حكومة السلفادور حالة التأهب البرتقالية لكامل الإقليم بسبب اقتراب العاصفة. تم تعليق أنشطة الصيد والأنشطة الترفيهية في الأنهار والشواطئ والبحيرات حتى 11 أكتوبر. تم تجهيز الملاجئ لـ 3000 شخص. تم إعلان حالة الطوارئ الوطنية بسبب الإعصار. انتهى الأمر بالحكومة بإعلان حالة التأهب الأحمر للحماية المدنية بسبب الرياح في جميع أنحاء التراب الوطني. تم الإبلاغ عن سقوط أشجار في بلديات مختلفة، مما أدى إلى إعاقة حركة المرور وإلحاق أضرار بالسيارات. أغلقت الفروع المتساقطة العديد من الطرق السريعة الرئيسية، كما تضررت الطرق من جراء الانهيارات الارضية. لقي خمسة جنود حتفهم وأصيب آخر في كوماساجوا عندما انهار المنزل الذي كانوا يلتمسون اللجوء إليه. إجمالاً، كانت جوليا مسؤولة عن عشرة وفيات في السلفادور.

## روابط خارجية
- الأرشيف الاستشاري للمركز الوطني للأعاصير بشأن إعصار جوليا (حوض المحيط الأطلسي)
- الأرشيف الاستشاري للمركز الوطني للأعاصير حول العاصفة الاستوائية جوليا (حوض شرق المحيط الهادئ)